# جبل خوشتشال
يقع جبل خوشتشال أو خشته شال في التلال الرئيسية لسلسلة جبال البرز وفي الجزء الشمالي الشرقي من قسم رودبار من شرق ألموت على ارتفاع 3850 مترًا فوق مستوى سطح البحر ويُعرف أيضًا باسم خوشكي تشال . تقع سلسلة تلال هذا الجبل في الاتجاه الشمال الغربي والجنوب الشرقي وهي جزء من الحدود الطبيعية لمدينة قزوين ومدينة تونكابون ( شاهسافار ). وهي مقسمة من الجنوب الغربي بواسطة ممر سيالان إلى قمة سيالان ومن الشمال الغربي الأجزاء الشمالية والغربية. شمال ريدج من ذروة بزاقفة ، جبل سمامفش أو سمامكفة والحواف الغربية للجرمكفة الدنس ، جبل بارشكفة متصل. الأنهار ازغان و البياض و ايفان ، فرع بعد الآن ( النهر الأبيض ) هي من المرتفعات الجنوبية، ونهر تشالک رود أنه بعد عبور منطقة ريفية رودبار جنة و كليجان في ميناء شيرود على بحر قزوين الحظائر، المرتفعات الشمالية من مصدر الجبل يأخذون. على المنحدر الجنوبي لهذا الجبل توجد بحيرة تعرف ببحيرة أفانيه.
تقع قرية فيربين (ألموت) في جنوب هذه القمة من مدينة ألموت في قزوين

## طريق الصعود
طريقة تسلق هذه القمة هي من الطرق التالية:
الجبهة الغربية: من خلال قزوين ومعلم كلايه و شمس كليجان و وربن (آلموت)
الجبهة الشمالية: عبر تنكابون (شاهسوار)، شيرود، وادي نهر تشلكرود ومصدر نهر تشلكرود.
- يمكن تسلق هذه القمة عبر ممر سيالان وممر جارمكوه.